# Triplectides manilanus
Triplectides manilanus är en nattsländeart som först beskrevs av Luisa Eugenia Navas 1920.  Triplectides manilanus ingår i släktet Triplectides och familjen långhornssländor. Inga underarter finns listade i Catalogue of Life.